# Bernard VIII. d’Armagnac

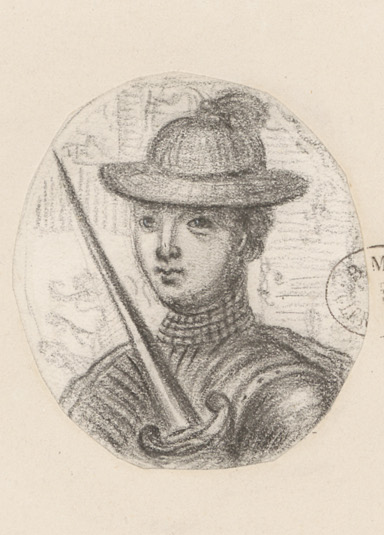
Bernard VIII. d’Armagnac

Bernard VIII. d’Armagnac (* 26. März 1400; † um 1462) war Graf von Pardiac, Vizegraf von Carlat und Vizegraf von Murat sowie durch seine Ehe Herzog von Nemours, Graf von La Marche und Castres. Er war der Sohn des Connétable Bernard VII. d’Armagnac, Graf von Pardiac, und Bonne de Berry, und damit zum einen ein Enkel von Jean de Valois, duc de Berry, zum anderen ein Schwager von Charles de Valois, duc d’Orléans.
Am 18. Juni 1429 kämpfte er für König Karl VII. in der Schlacht bei Patay. Dieser machte 1441 ihn zum Generalleutnant für La Marche und Gouverneur des Limousin sowie 1461 zum Generalleutnant des Languedoc und des Roussillon.
1429 heiratete er Éléonore de Bourbon (* 1412; † nach 1464), Gräfin von La Marche und Herzogin von Nemours, die Erbtochter von Jacques II. de Bourbon und Béatrice d‘Évreux. Ihre Kinder waren Jacques (* 1433; † hingerichtet 1477) und Jean, Abbé d‘Aurillac.